# Arctostaphylos cruzensis
Arctostaphylos cruzensis es una especie de manzanita perteneciente a la familia Ericaceae. 

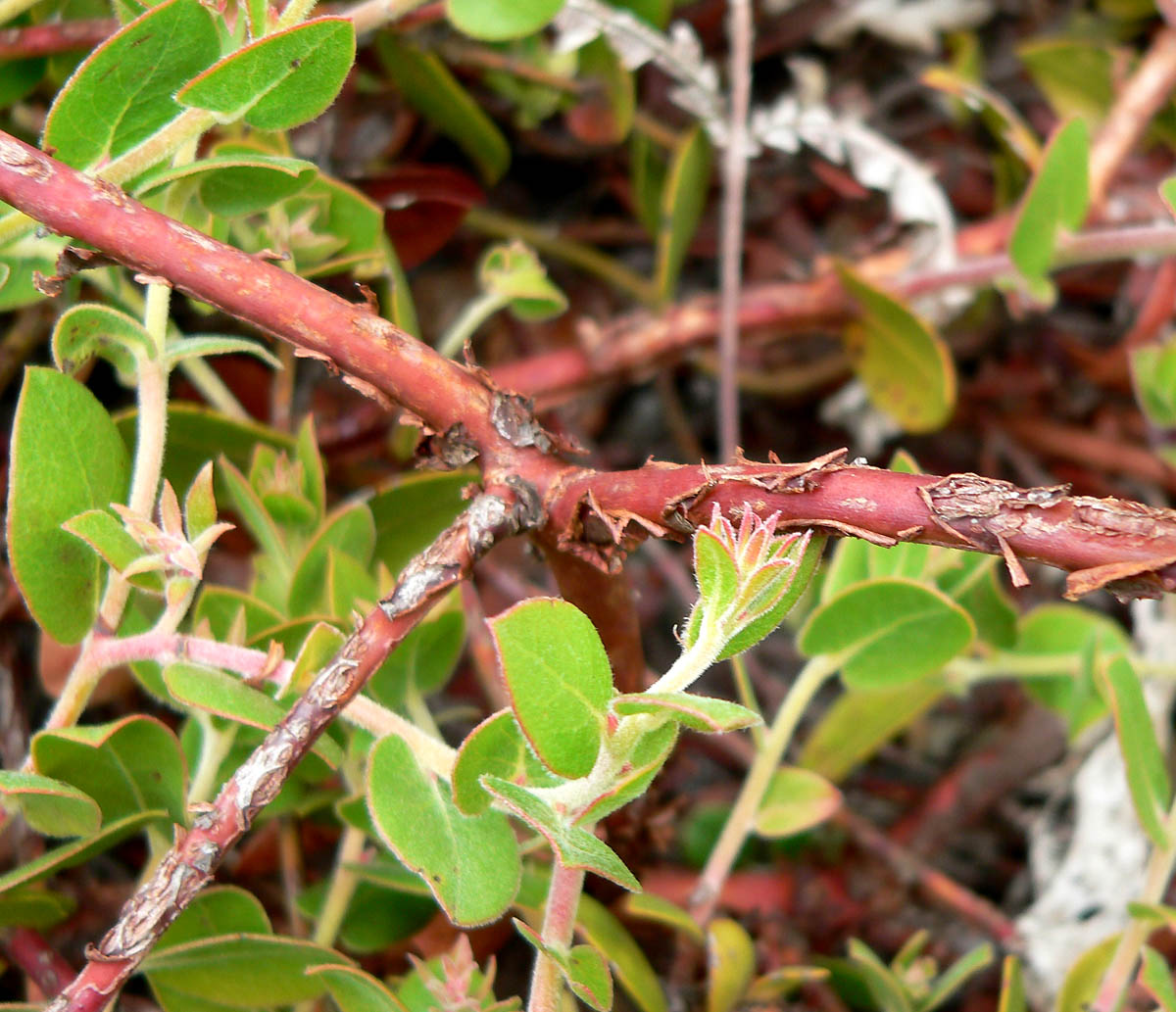
Detalle de la planta

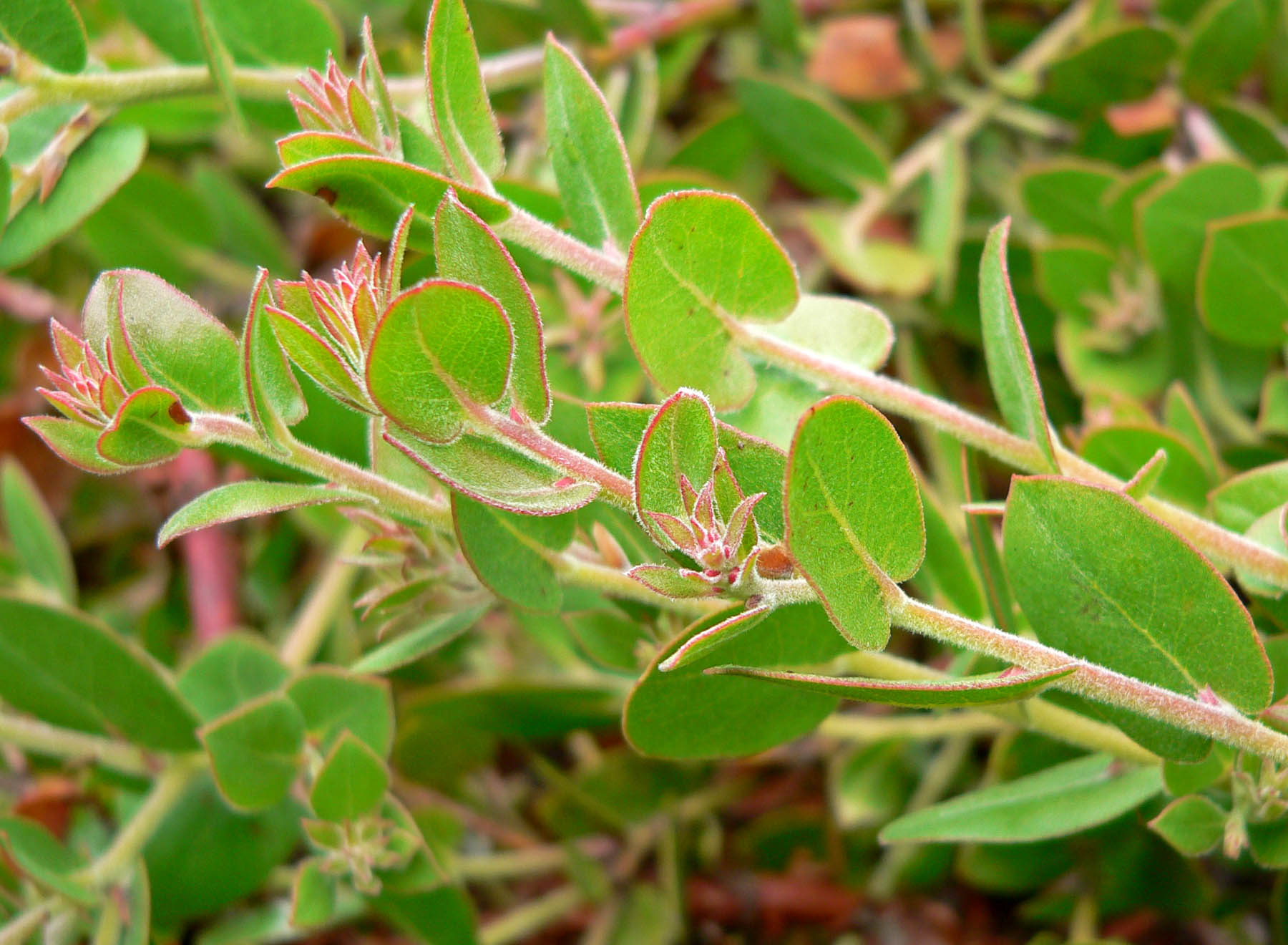
Hojas

## Distribución y hábitat
Es un arbusto endémico de California, donde crece en la arena de la costa en Monterrey y San Luis Obispo.

## Descripción
Arctostaphylos cruzensis  es una manzanita muy pequeña que crece en el suelo o se conforma en un montículo bajo. El tallo está cubierto de corteza desmenuzada de color rojo.
Las pequeñas hojas ovaladas son de color verde brillante y en ocasiones ligeramente dentadas o con una franja de pelos a lo largo de los bordes rojizos. Las flores son de color rosa muy pálido y con gargantas afiladas en forma de urna. Los frutos son peludas drupas de hasta un centímetro de diámetro y contiene semillas angulares. 

## Taxonomía
Arctostaphylos cruzensis fue descrito por James B. Roof y publicado en Leaflets of Western Botany 9(13–14): 218–222. 1962.
Etimología
Arctostaphylos: nombre genérico que deriva de las palabras griegas arktos =  "oso", y staphule = "racimo de uvas", en referencia al nombre común de las especies conocidas  y tal vez también en alusión a los osos que se alimentan de los frutos de uva.
cruzensis: epíteto geográfico  presumiblemente llamado así por el Arroyo de la Cruz Creek y / o Arroyo de la Cruz Laguna en el Condado de San Luis Obispo.
Sinonimia
- Arctostaphylos pechoensis var. cruzensis (Roof) Gankin	[3]